# Valeriana clarkei
Valeriana clarkei är en kaprifolväxtart som beskrevs av John Isaac Briquet. Valeriana clarkei ingår i släktet vänderötter, och familjen kaprifolväxter. Inga underarter finns listade i Catalogue of Life.